# Acide anthranilique
L'acide anthranilique, acide 2-aminobenzoïque ou acide ortho-aminobenzoïque (C7H7NO2) est un acide aminé  constitué d'un noyau benzénique substitué par une fonction acide carboxylique et une fonction amine. On le considère parfois comme la « vitamine L ». C'est l'isomère de l'acide aminobenzoïque pour lequel les groupes carboxyle et amine sont en positions 1,2 (ou ortho).

## Propriétés
L'acide anthranilique se présente sous la forme d'un solide incolore (lorsqu'il est pur) à jaune, fondant de 144 à 146 °C. Il est peu soluble dans l'eau froide mais fortement à chaud. Il est inflammable et peut produire des oxydes d'azote lorsqu'il brûle. Il se décompose à  200 °C en dégageant du monoxyde de carbone, du dioxyde de carbone et des oxydes d'azote. Il réagit dangereusement avec les oxydants et les bases. Il serait sensible  à une exposition prolongée à la lumière et à l'air.
Il possède un goût sucré.

## Rôle biologique
L'acide anthranilique est biosynthétisé à partir de l'acide chorismique. C'est un précurseur de l'acide aminé  tryptophane qui est obtenu via la fixation d'un groupe phosphoribosyl pyrophosphate au groupe amine.

## Synthèse
L'acide anthranilique est obtenu par l'action d'un hypohalogénite sur le phtalimide (réarrangement d'Hofmann) ou par réduction de l'acide 2-nitrobenzoïque (Béchamp[Quoi ?] par le fer en milieu acide ou par l'hydrogène en présence d'un catalyseur).

## Utilisations
L'acide anthranilique est un intermédiaire dans la production de teintures, de pigments et de saccharine. C'est aussi un précurseur dans la synthèse de l'indigo ; il est pour ce faire converti en 2-nitrobenzaldéhyde.
Lui et ses esters sont utilisés pour préparer des parfums imitant le jasmin et l'orange, des composés pharmaceutiques (notamment des diurétiques de l'anse comme le furosémide), des absorbeurs d'ultra-violets, des inhibiteurs de corrosion pour les métaux et des inhibiteurs de moisissure dans la sauce de soja.
L'acide anthranilique et son dérivé N-acétylé font partie des substances contrôlées (ils sont par exemple sur la Liste I des produits chimiques contrôlés par la DEA car c'est un précurseur de la méthaqualone (Quaalud, Mandrax), un sédatif aussi utilisé comme drogue euphorisante).
L'acide anthranilique peut être utilisé en synthèse organique pour générer l'intermédiaire benzyne.
En gravimétrie, on utilise une solution à 1 % d'acide anthranilique pour précipiter l'argent, le cadmium, le cobalt, le cuivre, le fer, le mercure, le manganèse, le nickel, le plomb et le zinc.